# Micrurus pachecogili
Micrurus pachecogili är en ormart som beskrevs av Campbell 2000. Micrurus pachecogili ingår i släktet korallormar, och familjen giftsnokar. Inga underarter finns listade i Catalogue of Life.
Arten är endast känd från en liten region i södra Mexiko i delstaten Puebla. Individer hittades vid 1500 meter över havet. De upptäcktes i halvöknar och i andra områden med glest fördelad växtlighet. Antagligen lägger honor ägg.
I landskapet där arten lever förekommer inga större förändringar. Troligtvis dödas några exemplar av människor som inte vill ha giftiga ormar nära sin bostad. IUCN kategoriserar arten globalt som otillräckligt studerad.